# محمية وادي فصايل
محمية وادي فصايل، هي إحدى المحميات الطبيعية الفلسطينية بمحافظة أربحا في الضفةالغربية، تقع شمال مدينة أريحا، كما أنها مصنفة كمحمية طبيعية، تمتد من مناطق أسفل سفوح دوما الشرقية ومن منطقة رأس العين وحتى منطقة غور الأردن.

## مسار المحمية
- يبدأ المسار من السفوح الشرقية شمال قرية دوما المطلة على السهول الشرقية الممتدة إلى محمية فصايل، حيث تعج المنطقة بعيون الماء التي كانت تاريخيًا تغذي القرية بمياه الشرب، وتبلغ مسافة هذا المسار 7 كم.[4]

- تضم محمية وادي فصايل العديد من المناطق الطبيعية، والمناظر الخلابة، ،وعيون الماء والأودية،وكذلك الحصون والمغارات.[5]

## الوصف
- بها قنوات مائية منها ما هو مبني منذ القدم، وجسور، بنوها القدماء بأيديهم لكي تصل المياه من بطن الوادي وحتى منطقة العوجا.

- كانت محمية فصايل مرتعاً لأهل هذه القرى يقصدونها مع ماشيتهم بعد زراعة أرضهم بكافة أنواع المحاصيل.

## الحياة البرية والتنوع الحيوي
- تضم محمية فصايل العديد من الحيوانات البرية والطيور، وخاصة غزال الجبل الفلسطيني ومجموعات أخرى من الحيوانات البرية الجبلية.

- بها مناطق وأشجار حرجية كثيفة، تشكل ملجأ للطيور المهاجرة والأنواع الأخرى.[6]

## الجغرافيا
- كانت محمية وادي فصايل، تعتبر قديماً  حصون رومانية، وعلى زمن العثمانيين أصبحت حصناً للجيوش التركية.

كونها ذات موقع إستراتيجي ،ولطبيعة تضاريسها.
- وقعت فيها معارك فدائية للثورة الفلسطينية، منها عام 1968 معركة سميت بمعركة الصوانة.